# TFF 1. Lig (1985/1986)
Sezon 1985/1986 był 28. sezonem o mistrzostwo Turcji. Drużyna Fenerbahçe SK nie obroniła tytułu mistrzowskiego, zdobył go natomiast zespół Beşiktaş JK, zdobywając pięćdziesiąt sześć punktów w trzydziestu sześciu meczach. Po sezonie spadły zespoły Sakaryaspor, Orduspor i Kayserispor.

## Drużyny
Po sezonie 1984/1985 z ligi spadły zespoły Antalyaspor i Boluspor, z trzech grup 2. Lig awansowały natomiast drużyny Çaykur Rizespor, Kayserispor i Samsunspor.
| Uczestnicy poprzedniej edycji                                                                                 | Uczestnicy poprzedniej edycji | Uczestnicy poprzedniej edycji | Uczestnicy poprzedniej edycji |
| --- | ----------------------------- | ----------------------------- | ----------------------------- |
| FEN | Fenerbahçe SK                 | 1                             |                               |
| BES | Beşiktaş JK                   | 2                             |                               |
| TRA | Trabzonspor                   | 3                             |                               |
| MKE | MKE Ankaragücü                | 4                             |                               |
| GAL | Galatasaray SK                | 5                             |                               |
| SAK | Sakaryaspor                   | 6                             |                               |
| KOC | Kocaelispor                   | 7                             |                               |
| SAR | Sarıyer                       | 8                             |                               |
| ORD | Orduspor                      | 9                             |                               |
| ESK | Eskişehirspor                 | 10                            |                               |
| GEN | Gençlerbirliği SK             | 11                            |                               |
| ZON | Zonguldak Kömürspor           | 12                            |                               |
| BUR | Bursaspor                     | 13                            |                               |
| MAN | Malatyaspor                   | 14                            |                               |
| ALT | Altay SK                      | 15                            |                               |
| DEN | Denizlispor                   | 16                            |                               |
| Awans z TFF 2. Lig                                                                                            |                               |                               |                               |
| ÇAY | Çaykur Rizespor               |                               |                               |
| SAM | Samsunspor                    |                               |                               |
| KAY | Kayserispor                   |                               |                               |
| Oznaczenia: - kolumna pierwsza – skróty nazw drużyn, - kolumna trzecia – miejsce zajęte w poprzednim sezonie. |                               |                               |                               |

## Tabela
| Lp. | Drużyna             | M  | Z  | R  | P  | Bramki | Bramki | Różn. | Pkt | Uwagi                                |
| --- | ------------------- | -- | -- | -- | -- | ------ | ------ | ----- | --- | ------------------------------------ |
| 1   | Beşiktaş JK         | 36 | 22 | 12 | 2  | 65     | 21     | +44   | 56  | Puchar Europy • I runda              |
| 2   | Galatasaray SK      | 36 | 20 | 16 | 0  | 57     | 20     | +37   | 56  | Puchar UEFA • I runda                |
| 3   | Samsunspor          | 36 | 19 | 10 | 7  | 57     | 25     | +32   | 48  |                                      |
| 4   | Sarıyer             | 36 | 14 | 15 | 7  | 36     | 23     | +13   | 43  |                                      |
| 5   | Fenerbahçe SK       | 36 | 13 | 16 | 7  | 40     | 32     | +8    | 42  |                                      |
| 6   | MKE Ankaragücü      | 36 | 14 | 13 | 9  | 47     | 44     | +3    | 41  |                                      |
| 7   | Trabzonspor         | 36 | 12 | 13 | 11 | 37     | 27     | +10   | 37  |                                      |
| 8   | Altay SK            | 36 | 11 | 12 | 13 | 41     | 45     | −4    | 34  |                                      |
| 9   | Gençlerbirliği SK   | 36 | 10 | 14 | 12 | 40     | 53     | −13   | 34  |                                      |
| 10  | Eskişehirspor       | 36 | 14 | 5  | 17 | 58     | 59     | −1    | 33  |                                      |
| 11  | Zonguldak Kömürspor | 36 | 12 | 9  | 15 | 35     | 41     | −6    | 33  |                                      |
| 12  | Denizlispor         | 36 | 12 | 8  | 16 | 40     | 39     | +1    | 32  |                                      |
| 13  | Malatyaspor         | 36 | 10 | 12 | 14 | 45     | 50     | −5    | 32  |                                      |
| 14  | Kocaelispor         | 36 | 12 | 8  | 16 | 37     | 47     | −10   | 32  |                                      |
| 15  | Çaykur Rizespor     | 36 | 11 | 10 | 15 | 28     | 40     | −12   | 32  |                                      |
| 16  | Bursaspor           | 36 | 9  | 13 | 14 | 36     | 40     | −4    | 31  | Puchar Zdobywców Pucharów • I runda1 |
| 17  | Sakaryaspor (S)     | 36 | 11 | 5  | 20 | 52     | 70     | −18   | 27  | Spadek do TFF 2. Lig                 |
| 18  | Orduspor (S)        | 36 | 8  | 6  | 22 | 30     | 65     | −35   | 22  | Spadek do TFF 2. Lig                 |
| 19  | Kayserispor (S)     | 36 | 4  | 11 | 21 | 27     | 67     | −40   | 19  | Spadek do TFF 2. Lig                 |